# Standesvertretung
Standesvertretungen (oftmals auch Körperschaft, Kammer oder Verband genannt) vertreten akademische Berufe (u. a. die Freien Berufe) in Form einer eigenen beruflichen Organisation. Sie sind entweder als Berufsständische Körperschaft des öffentlichen Rechts oder des privaten Rechts organisiert. Die Bezeichnung Berufsständische Körperschaft ist jedoch unüblich.
In der Rechtsform der Körperschaft des öffentlichen Rechts (Deutschland) nehmen sie gleichzeitig hoheitliche Aufgaben wahr und sind für die beruflichen Angelegenheiten als Selbstverwaltungsorganisationen zuständig, die der Rechtsaufsicht des zuständigen Ministeriums unterstehen. Sie formulieren als zuständige Kammern das Standesrecht in Form einer Berufsordnung. Die Standesvertretungen erfüllen auch legislative Funktionen, indem sie das Standesrecht formulieren. Sie sind gleichzeitig Interessenvertretung und üben beratende Funktionen gegenüber dem Gesetzgeber aus. Die Freien Berufe haben im Allgemeinen auf der Grundlage besonderer beruflicher Qualifikation oder schöpferischer Begabung die persönliche, eigenverantwortliche und fachlich unabhängige Erbringung von Dienstleistungen höherer Art im Interesse der Auftraggeber und der Allgemeinheit zum Inhalt. Ihre Ausübung wird durch die Überwachung der Standesvertretungen geregelt.
Für einige der oben genannten Stände wird das Entgelt durch die entsprechenden Standesvertretungen in einer Gebührenordnung festgelegt. Diese werden entweder als Verordnung der Verwaltungsbehörde oder als Rechtsverordnung durch die Bundesregierung mit Zustimmung des Bundesrats erlassen und (selten) den sich ändernden Bedingungen angepasst. Durch die Regelung soll Willkür bei der Rechnungslegung vermieden werden.
Interessenvertretung und beratende Funktionen gegenüber dem Gesetzgeber charakterisieren die Körperschaften des privaten Rechts, die meist in Form eines eingetragenen Vereins (e. V.) tätig sind.
Neben der Organisation dieser Berufe, formulieren Standesvertretungen auch das Standesrecht, die Bezeichnung des Berufsstandes und deren Selbstverwaltung, vor allem bei den freien Berufen.
Einige Standesvertretungen als Berufskammern:
- Ärztekammern
- Apothekerkammern
- Zahnärztekammern
- Tierärztekammern
- Psychotherapeutenkammern
- Rechtsanwaltskammern
- Notarkammern
- Steuerberaterkammern
- Ingenieurkammern